# Bolivaritettix guentheri
Bolivaritettix guentheri är en insektsart som beskrevs av Sigfrid Ingrisch 2001. Bolivaritettix guentheri ingår i släktet Bolivaritettix och familjen torngräshoppor. Inga underarter finns listade i Catalogue of Life.